# Innocent flower
『Innocent flower』（イノセント・フラワー）は、日本の声優・歌手である水瀬いのりの1枚目のオリジナルアルバム。2017年4月5日にKING AMUSEMENT CREATIVEから発売された。
販売形態は初回限定盤CD+Blu-ray(KICS-93477)、通常盤CD(KICS-3477)の2種類で、Blu-rayには1stシングルから3rdシングルと新曲1曲のミュージック・ビデオが収録されている。

## 制作、構成
新曲9曲は2〜3ヶ月で制作された。一部の曲には水瀬自身がレコーディングだけでなくトラックダウンにも参加している。水瀬はその後のインタビューで、本作の制作のころから楽曲制作でスタッフとの意見交換の際に自分の思いを包み隠さず伝えるようになったと話している。
このアルバム『Innocent flower』はシングル表題曲3曲と新曲9曲の12曲から構成されており、初回限定盤にはシングル3曲と新曲1曲のミュージックビデオが収録されている。曲の選考については水瀬曰く「テーマを作らない、というのがテーマ」で、自分が歌いたい曲、背伸びしすぎない私を描ける曲が収録された。曲順が重視されていて、特に当初はライブの最後に歌うことが定番となっている「harmony ribbon」を最後の曲とする予定であったため、水瀬は表題曲「Innocent flower」とどちらを最後の曲とするかについて悩んだと話している。
タイトルの「Innocent」という言葉は水瀬の発案で「無邪気」や「無垢」を意味しており、自身の歌手活動が花として咲いたという意味で「flower」という言葉が加えられた。

## リリース、プロモーション
2017年4月5日にKING AMUSEMENT CREATIVEより発売された。販売形態は初回限定盤CD+Blu-rayと通常盤CDの2種類で、初回限定盤のBlu-rayには1stシングルから3rdシングルと新曲1曲のミュージック・ビデオが収録されている。初回封入特典として「特製トレカ」が封入されたほかに、特定の販売店で購入した場合は先着で各チェーン店ごとにポスターやクリアファイル、缶バッジなど全14種類の特典が配布された。また、台湾盤が2017年8月11日にWarner Music Taiwan（中国語: 华纳音乐 (台湾)）より発売された。
2017年3月28日にTBSの音楽番組『ライブB♪』で『Innocent flower』の1曲目である「春空」のライブパフォーマンスを行った。また、水瀬が表紙を飾った 声優情報誌『声優グランプリ』2017年5月号など複数の雑誌やフリーペーパーにインタビューや広告が掲載された。2017年3月30日から4月12日には秋葉原駅電気街口駅前街頭にフラッグが掲出され、2017年3月31日から4月17日にはJR東日本などの30駅のホームにベンチシート大型看板が、2017年4月1日から4月14日には秋葉原ラジオ会館壁面に大型看板が掲出された。そのほかに2017年3月、4月にはアニメイト秋葉原店、AKIHABARAゲーマーズ本店、とらのあな秋葉原店Bでディスプレイ展開が行われ、4月にはアニメイトの一部店舗で発売記念パネル展と店頭ポスタージャックが行われた。

## アートワーク
初回限定盤のジャケット写真は水瀬が花束を抱えてこちらを見つめるという構図で、水瀬は『夢のつぼみ』のジャケット写真を思い出すと話している。通常盤は水瀬が蝶のように見える木の前で砂浜に裸足で立っており、水瀬の作品で初めて屋外で撮影されたジャケット写真である。

## 収録内容
| #         | タイトル               | 作詞                         | 作曲                         | 編曲                         | 時間  |
| --------- | ---------------------- | ---------------------------- | ---------------------------- | ---------------------------- | ----- |
| 1.        | 「春空」               | 絵伊子                       | 渡部チェル                   | 渡部チェル                   | 4:30  |
| 2.        | 「夢のつぼみ」         | 絵伊子                       | 渡部チェル                   | 渡部チェル                   | 5:01  |
| 3.        | 「Lucky Clover」       | 白戸佑輔                     | 白戸佑輔                     | 白戸佑輔                     | 4:50  |
| 4.        | 「コイセヨオトメ」     | しほり                       | しほり                       | 齋藤真也                     | 4:20  |
| 5.        | 「涙のあとは」         | 塚田耕平                     | 塚田耕平                     | 塚田耕平                     | 4:42  |
| 6.        | 「いつもずっと」       | 古屋真                       | 加藤裕介                     | 加藤裕介                     | 4:45  |
| 7.        | 「Starry Wish」        | nozomi                       | KOUGA、nozomi                | KOUGA                        | 4:08  |
| 8.        | 「Will」               | 藤原隆之                     | 中野ゆう                     | 遠藤直弥                     | 4:23  |
| 9.        | 「星屑のコントレイル」 | 藤永龍太郎 (Elements Garden) | 藤永龍太郎 (Elements Garden) | 藤永龍太郎 (Elements Garden) | 4:30  |
| 10.       | 「旅の途中」           | 新田目翔                     | 新田目翔                     | 新田目翔                     | 4:52  |
| 11.       | 「harmony ribbon」     | 多田慎也                     | 多田慎也                     | 鈴木雅也                     | 6:17  |
| 12.       | 「Innocent flower」    | 藤林聖子                     | KOUGA                        | KOUGA                        | 5:00  |
| 合計時間: | 合計時間:              | 合計時間:                    | 合計時間:                    | 合計時間:                    | 57:18 |

| #  | タイトル                        | 作詞 | 作曲・編曲 |
| -- | ------------------------------- | ---- | ---------- |
| 1. | 「夢のつぼみ」(MUSIC VIDEO)     |      |            |
| 2. | 「harmony ribbon」(MUSIC VIDEO) |      |            |
| 3. | 「Starry Wish」(MUSIC VIDEO)    |      |            |
| 4. | 「春空」(MUSIC VIDEO)           |      |            |

## 参加アーティスト
- All vocals & chorus：水瀬いのり

| 春空 - Guitars：真壁陽平 - Drums：佐野康夫 - Strings：小池弘之ストリングス - Piano & Synthesizer：渡部チェル 夢のつぼみ - Guitars：坂本光久 - Bass：田辺トシノ - Drums：佐野康夫 - Strings：小池ストリングス - Piano & synthesizer：渡部チェル Lucky Clover - Piano：岸田勇気 - Bass：櫻井陸来 - Guitars：奈良悠樹 - Drums：北村望 - All other instruments & programming：白戸佑輔 - Strings：伊藤友馬ストリングス コイセヨオトメ - Guitars：海老澤祐也 - Bass：黒須克彦 - Drums：かどしゅんたろう - Trumpet：鈴木正則 - Alto sax：竹上良成 - Trombone：鹿討奏 - Keyboards & programming：齋藤真也 涙のあとは - Guitars：加納望 - Bass：HIROTOMO - Drums：田中真二 - Programming：塚田耕平 いつもずっと - Acoustic guitar：黒田晃年 - Strings：今野均ストリングス - All other instruments：加藤裕介 | Starry Wish - Guitars：原田雄一 - Bass：櫻井陸来 - Drums：田中孝之介 - Piano：KOUGA - Violin：舘村結、黒澤はづき、白壁美緒、竹内瑞紀 - Viola：小西智子、青木光 - Cello：飯島瀬里香、佐藤慧 - All other instruments & programming：KOUGA Will - Programming：遠藤直弥 - Guitars：沢頭たかし - Bass：小原晋太郎 - Piano：岸田勇気 - Drums：楠瀬タクヤ - 1st Violin：須原杏 - 2nd Violin：雨宮麻未子 - Viola：三品芽生 - Cello：内田佳宏 星屑のコントレイル - Drums：玉田豊夢 - Bass：須長和広 - Guitars：藤永龍太郎 - Piano：モリヤユーリ 旅の途中 - Drums：髭白健 - Bass：櫻井陸来 - Guitars：沢頭たかし - Piano：田熊知存 - 1st Violin：雨宮麻未子 - 2nd Violin：三國茉莉 - Viola：角谷奈緒子 - Cello：内田佳宏 - All other instruments & programming：新田目翔 harmony ribbon - Guitars：エレクトロソナー - Drums：輝喜 (アンティック-珈琲店-) - Violin：石垣千香、沖祥子 - Viola：金孝珍 - Cello：篠崎由紀 - All other instruments & programming：鈴木雅也 - Strings Arrangement：佐藤朋生 - Vocal direction：多田慎也 Innocent flower - Bass：大神田智彦 - Drums：波田野哲也 - Guitars：木島靖夫 - Piano：新澤健一郎 - Violin：舘村結、黒澤はづき、小島果歩、竹内瑞紀 - Viola：小澤恵、小西智子 - Cello：高橋里奈、佐藤慧 - All other instruments & programming：KOUGA |

## メディアでの使用
| #  | 曲名                | タイアップ                                               | 出典   |
| -- | ------------------- | -------------------------------------------------------- | ------ |
| 2  | 「夢のつぼみ」      | テレビ東京『アニメマシテ』2015年12月度オープニングテーマ | [ 18 ] |
| 7  | 「Starry Wish」     | テレビアニメ『ViVid Strike!』エンディングテーマ          | [ 19 ] |
| 12 | 「Innocent flower」 | 文化放送『水瀬いのり MELODY FLAG』エンディングテーマ     | [ 20 ] |

## リリース日一覧
| 地域 | リリース日   | レーベル                                       | 規格       | 規格品番   | 形態       |
| ---- | ------------ | ---------------------------------------------- | ---------- | ---------- | ---------- |
| 日本 | 2017年4月5日 | KING AMUSEMENT CREATIVE                        | CD+Blu-ray | KICS-93477 | 初回限定盤 |
| 日本 | 2017年4月5日 | KING AMUSEMENT CREATIVE                        | CD         | KICS-3477  | 通常盤     |
| 台湾 | 2017年4月7日 | Warner Music Taiwan（中国語: 华纳音乐 (台湾)） | CD         | 5419767802 |            |

## チャート
| チャート                                    | 最高 順位 | 出典  |
| ------------------------------------------- | --------- | ----- |
| 日本・オリコン 週間CDアルバムランキング     | 3         | [ 1 ] |
| 日本・オリコン デイリーCDアルバムランキング | 2         | [ 2 ] |